# Dysderina
Dysderina is een geslacht van spinnen uit de  familie van de Oonopidae (dwergcelspinnen).

## Soorten
- Dysderina abdita Chickering, 1968
- Dysderina belinda Chickering, 1968
- Dysderina bimucronata Simon, 1893
- Dysderina caeca Birabén, 1954
- Dysderina capensis Simon, 1907
- Dysderina concinna Chickering, 1968
- Dysderina craneae Chickering, 1968
- Dysderina desultrix (Keyserling, 1881)
- Dysderina dura Chickering, 1951
- Dysderina furtiva Chickering, 1968
- Dysderina globina Chickering, 1968
- Dysderina globosa (Keyserling, 1877)
- Dysderina granulosa Simon & Fage, 1922
- Dysderina humphreyi Chickering, 1968
- Dysderina improvisa Chickering, 1968
- Dysderina insularum Roewer, 1963
- Dysderina intempina Chickering, 1968
- Dysderina keyserlingi Simon, 1907
- Dysderina machinator (Keyserling, 1881)
- Dysderina meridina Chickering, 1968
- Dysderina montana (Keyserling, 1883)
- Dysderina obtina Chickering, 1968
- Dysderina perarmata Fage & Simon, 1936
- Dysderina plena O. P.-Cambridge, 1894
- Dysderina potena Chickering, 1968
- Dysderina princeps Simon, 1891
- Dysderina principalis (Keyserling, 1881)
- Dysderina propinqua (Keyserling, 1881)
- Dysderina purpurea Simon, 1893
- Dysderina recondita Chickering, 1951
- Dysderina rigida Chickering, 1968
- Dysderina rugosa Bristowe, 1938
- Dysderina scutata (O. P.-Cambridge, 1876)
- Dysderina seclusa Chickering, 1951
- Dysderina silvatica Chickering, 1951
- Dysderina similis (Keyserling, 1881)
- Dysderina simla Chickering, 1968
- Dysderina soltina Chickering, 1968
- Dysderina speculifera Simon, 1907
- Dysderina straba Fage, 1936
- Dysderina sublaevis Simon, 1907
- Dysderina termitophila Bristowe, 1938
- Dysderina watina Chickering, 1968
- Dysderina zinona Chickering, 1968